# 도에이 지하철 신주쿠선
도에이 지하철 신주쿠 선(都営地下鉄新宿線)은 도쿄 도 교통국이 운영하는 지하철 노선의 하나이다. 노선 색은 황녹색이다. ○ 기호로는 S를 사용한다.
도쿄도 신주쿠구에 있는 신주쿠역과 지바현 이치카와시에 있는 모토야와타역을 잇는다.

## 역사
- 1978년 12월 21일: 이와모토초 역 ~ 히가시오지마 역이 개통.
- 1980년 3월 16일: 신주쿠 역 ~ 이와모토초 역이 개통, 게이오 제도전철(현재의 게이오 전철)과 서로 직결 운행을 시작.
- 1983년 12월 23일: 히가시오지마 역 ~ 후나보리 역이 개통.
- 1986년 9월 14일: 후나보리 역 ~ 시노자키 역이 개통.
- 1989년 3월 19일: 시노자키 역 ~ 모토야와타 역이 개통. 모든 구간이 개통.
- 1997년 12월 24일: 급행 열차 운행 시작.

## 운행 형태
완행열차는 모든 역에 정차하며 급행은 2폼 3선식 시설을 이용하여 NH에만 운행한다.
완행열차와 급행열차의 비율은 3:1이다. 게이오 선 직결열차는 모두 완행열차만 운행되고, 급행은 모두 사사즈카 역까지만 운행한다.

## 차량
- 10-000형 (2018년 2월 퇴역)
- 10-300형
- 게이오 전철 6000계 (2009년 퇴역)
- 게이오 전철 9000계
- 게이오 전철 5000계 (2018년 2월부터 운용 시작)

## 역 목록
| 역 번호 | 역명                         | 일어 역명               | 급 행 | 접속 노선 | 역간 거리 | 누적 거리  | 소재지            | 소재지            |
| ------- | ---------------------------- | ----------------------- | ----- | --- | --------- | ---------- | ----------------- | ----------------- |
| S-01    | 신주쿠                       | 新宿                    | ●     | 게이오 신선 (KO 01, 직결 운행), 게이오 선 (KO 01), 오에도 선 (E-27) 야마노테 선 (JY 17), 사이쿄 선 (JA 11), 쇼난 신주쿠 라인 (JS 20) 주오 쾌속선 (JC 05), 주오·소부 완행선 (JB 10), 오다큐 전철 오다와라 선 (OH 01) |           | 0.0        | 도 쿄 도          | 신주쿠구          |
| S-02    | 신주쿠 3초메                 | 新宿三丁目              | │     | 마루노우치 선 (M-09), 후쿠토신 선 (F-13) | 0.8       | 0.8        | 도 쿄 도          | 신주쿠구          |
| S-03    | 아케보노바시                 | 曙橋                    | │     | | 1.5       | 2.3        | 도 쿄 도          | 신주쿠구          |
| S-04    | 이치가야 (오츠마여자대학 앞) | 市ケ谷 (大妻女子大学前) | ●     | 난보쿠 선 (N-09), 유라쿠초 선 (Y-14), 주오·소부 완행선 (JB 15) | 1.4       | 3.7        | 도 쿄 도          | 지요다구          |
| S-05    | 구단시타 (니쇼학사대학 앞)   | 九段下 (二松学舎大学前) | │     | 도자이 선 (T-07), 한조몬 선 (Z-06) | 1.3       | 5.0        | 도 쿄 도          | 지요다구          |
| S-06    | 진보초 (센슈대학 앞)         | 神保町 (専修大学前)     | ●     | 미타 선 (I-10), 한조몬 선 (Z-07) | 0.6       | 5.6        | 도 쿄 도          | 지요다구          |
| S-07    | 오가와마치                   | 小川町                  | │     | 마루노우치 선 (아와지초 역, M-19), 지요다 선 (신오차노미즈 역, C-12) | 0.9       | 6.5        | 도 쿄 도          | 지요다구          |
| S-08    | 이와모토초 (아키하바라)      | 岩本町 (秋葉原)         | │     | 게이힌 도호쿠 선 (아키하바라역, JK 28), 야마노테 선 (아키하바라역, JY 03) 히비야 선 (아키하바라역, H-16), 수도권 신도시 철도 쓰쿠바 익스프레스 (아키하바라역, TX 01)                                                | 0.8       | 7.3        | 도 쿄 도          | 지요다구          |
| S-09    | 바쿠로요코야마               | 馬喰横山                | ●     | 아사쿠사 선 (히가시니혼바시 역, A-15), 소부 쾌속선 (바쿠로초역, JO 21) | 0.8       | 8.1        | 도 쿄 도          | 주오구            |
| S-10    | 하마초 (메이지자 앞)         | 浜町 (明治座前)         | │     | | 0.6       | 8.7        | 도 쿄 도          | 주오구            |
| S-11    | 모리시타                     | 森下                    | ●     | 오에도 선 (E-13) | 0.8       | 9.5        | 도 쿄 도          | 고토구            |
| S-12    | 기쿠카와                     | 菊川                    | │     | | 0.8       | 10.3       | 도 쿄 도          | 스미다구          |
| S-13    | 스미요시                     | 住吉                    | │     | 한조몬 선 (Z-12) | 0.9       | 11.2       | 도 쿄 도          | 고토구            |
| S-14    | 니시오지마                   | 西大島                  | │     | | 1.0       | 12.2       | 도 쿄 도          | 고토구            |
| S-15    | 오지마                       | 大島                    | ●     | 0.7 | 12.9      |            | 도 쿄 도          | 고토구            |
| S-16    | 히가시오지마                 | 東大島                  | │     | 1.2 | 14.1      |            | 도 쿄 도          | 고토구            |
| S-17    | 후나보리                     | 船堀                    | ●     | 1.7 | 15.8      | 에도가와구 | 도 쿄 도          |                   |
| S-18    | 이치노에                     | 一之江                  | │     | 1.7 | 17.5      | 에도가와구 | 도 쿄 도          |                   |
| S-19    | 미즈에                       | 瑞江                    | │     | 1.7 | 19.2      | 에도가와구 | 도 쿄 도          |                   |
| S-20    | 시노자키                     | 篠崎                    | │     | 1.5 | 20.7      | 에도가와구 | 도 쿄 도          |                   |
| S-21    | 모토야와타                   | 本八幡                  | ●     | 주오·소부 완행선 (JB 28), 게이세이 전철 본선 (게이세이야와타 역, KS 16) | 2.8       | 23.5       | 지바현 이치카와시 | 지바현 이치카와시 |

- 급행 : 급행 정차역